# Spizellomyces acuminatus
Spizellomyces acuminatus är en svampart som först beskrevs av D.J.S. Barr, och fick sitt nu gällande namn av D.J.S. Barr 1984. Spizellomyces acuminatus ingår i släktet Spizellomyces och familjen Spizellomycetaceae.   Inga underarter finns listade i Catalogue of Life.